# Sauris dentatilinea
Sauris dentatilinea là một loài bướm đêm trong họ Geometridae.